# 圣保罗区 (留尼汪)

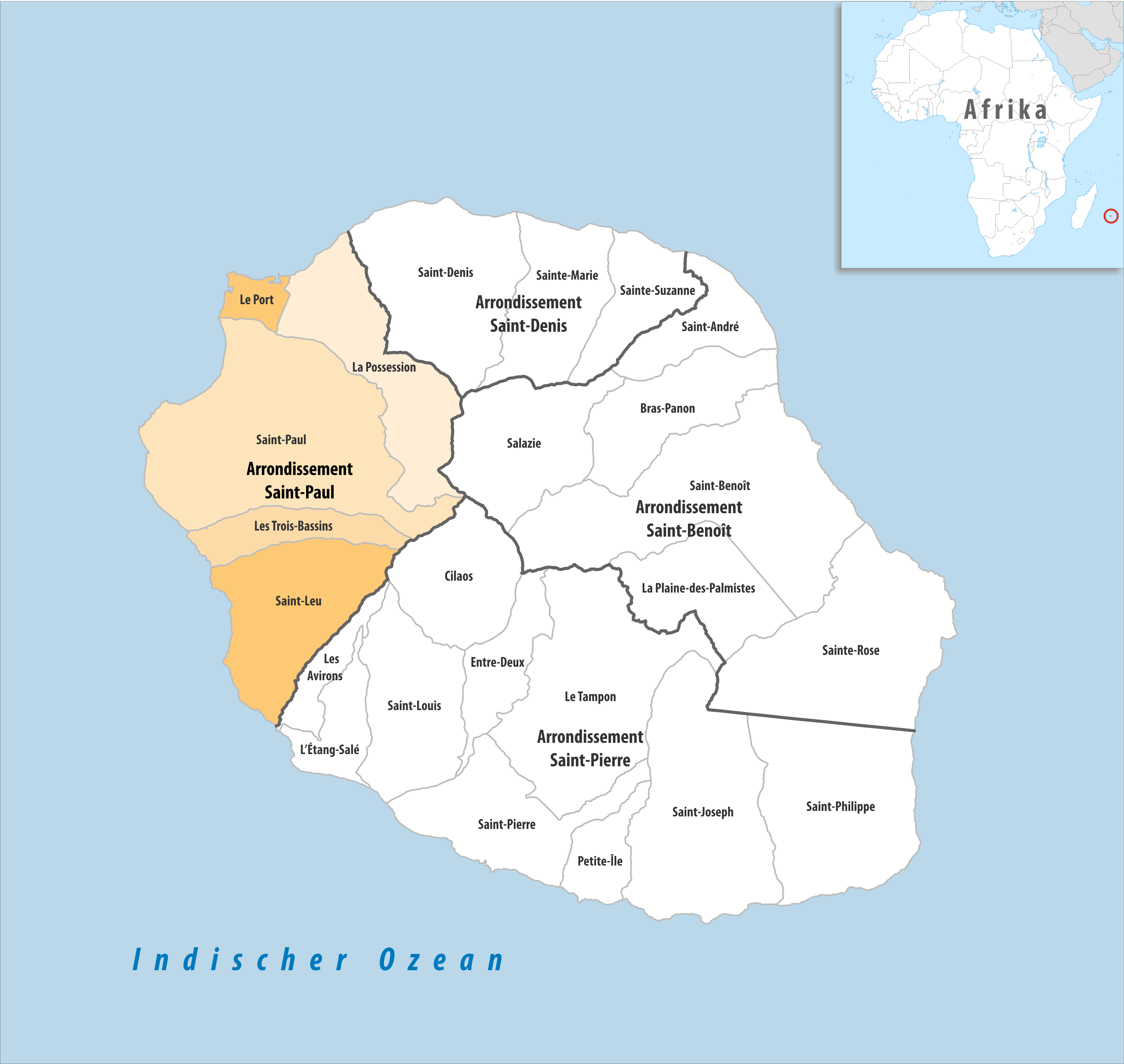
圣保罗区在留尼汪的位置

圣保罗区（法語：Arrondissement de Saint-Paul）是留尼汪（法国海外省）所辖的一个区。总面积467平方公里，总人口138551，人口密度297人/平方公里（1999年）。主要城镇为圣保罗。

## 辖区
圣保罗区辖有10个县，共有5个市镇。